# Dūzaj
Dūzaj (persiska: دوزج) är en ort i Iran.   Den ligger i provinsen Markazi, i den nordvästra delen av landet, 150 km väster om huvudstaden Teheran. Dūzaj ligger 2 041 meter över havet och antalet invånare är 120.
Terrängen runt Dūzaj är kuperad söderut, men norrut är den platt.Runt Dūzaj är det ganska glesbefolkat, med 27 invånare per kvadratkilometer. Närmaste större samhälle är Meşerqān, 5,6 km sydväst om Dūzaj. Trakten runt Dūzaj består i huvudsak av gräsmarker.